# Geoda

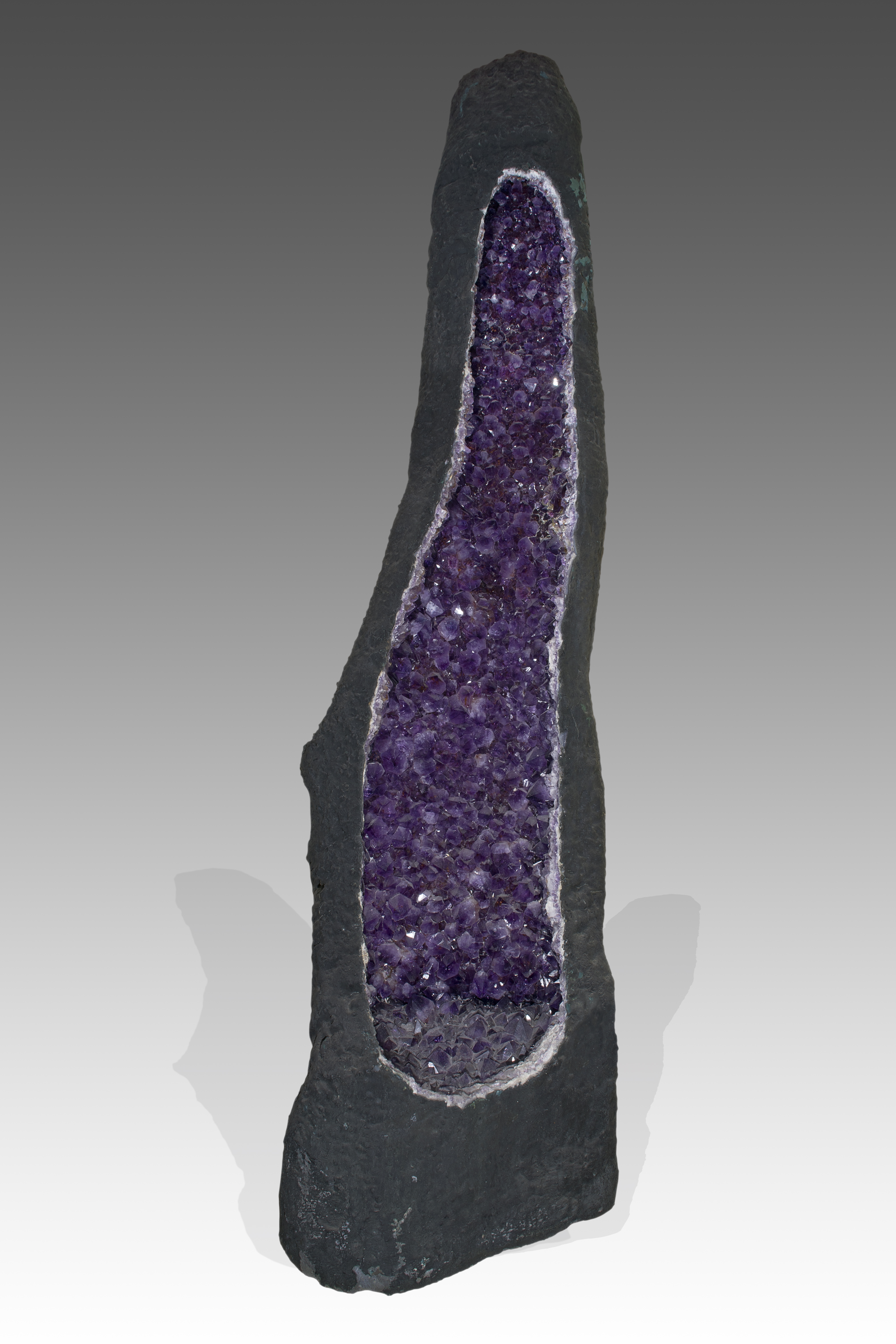
Geoda de amatista Brasil

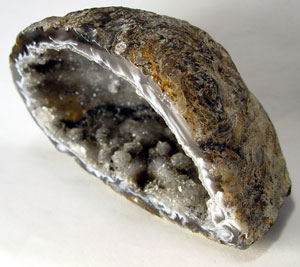
Geoda

Una geoda es una cavidad rocosa, normalmente cerrada, y totalmente tapizada con cristales (a menudo automórficos) y otras materias minerales. No es realmente un mineral sino una composición de formaciones magmáticas, cristalinas y/o sedimentarias. Ampliamente distribuidas por todo el planeta, las geodas son la principal fuente de minerales en las colecciones mineralógicas porque son un medio óptimo para varias formaciones minerales.
La palabra geoda proviene del griego γεώδης (geôdês, 'como la Tierra'), ella misma formada por  γῆ (guê, 'Tierra') y ειδος (eïdos, 'forma, aspecto'). El hecho de que se refiera a la esfericidad de la Tierra ha llevado a un debate sobre si las drusas (cavidades aplanadas) podrían ser calificadas de geodas.[cita requerida]

## Formación

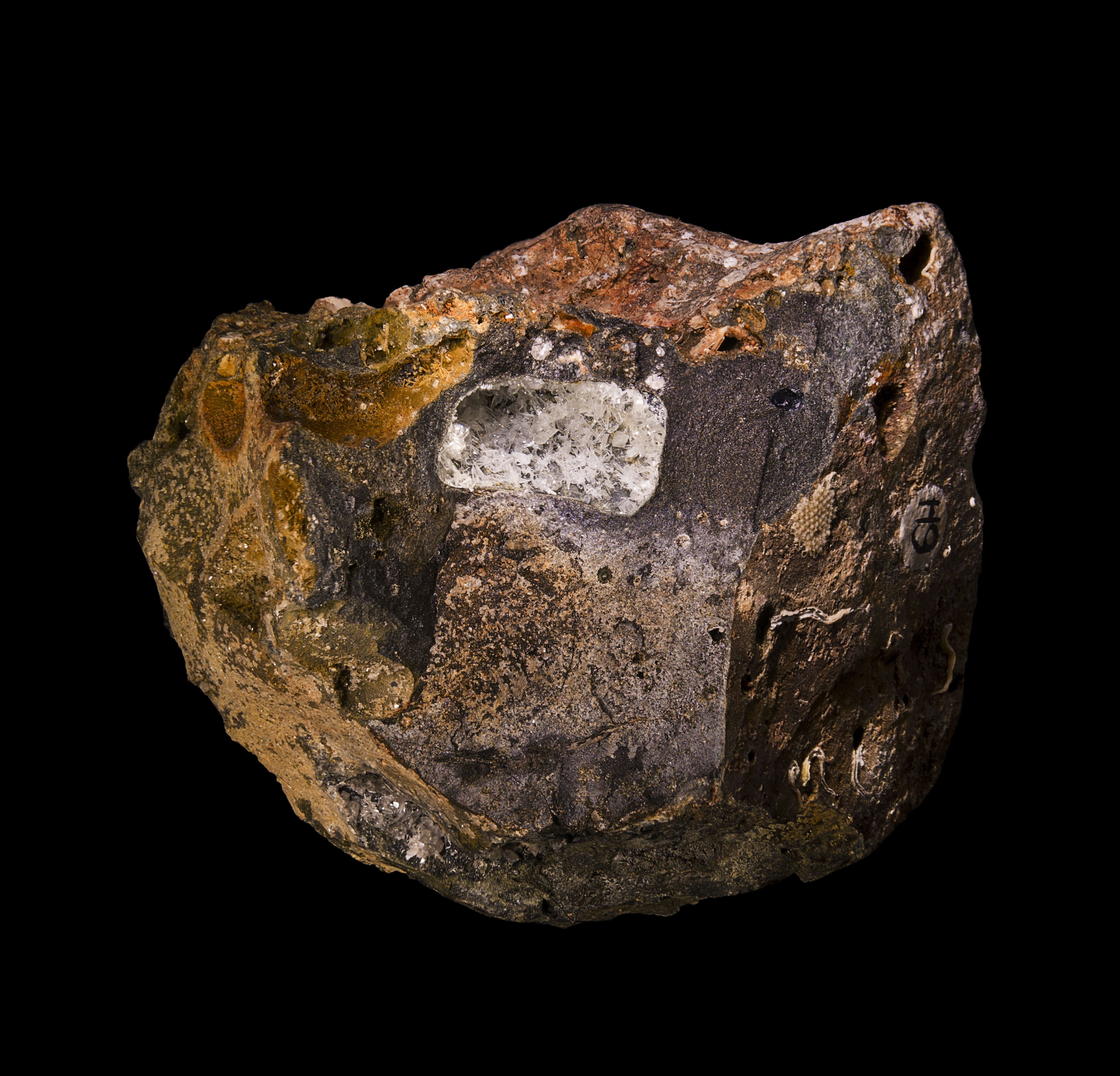
Geoda en una antigua escoria de fundición que contiene laurionita

Las geodas pueden formarse en cualquier tipo de roca o mineral, pero, por costumbre, el término se suele reservar para las  formaciones en rocas sedimentarias, filonianas,  magmáticas y  volcánicas. Pueden formarse a partir de burbujas de gas en las rocas magmáticas en el proceso de solidificación, como las estructuras vesiculares, los basaltos (lava) o incluso, como en el Medio Oeste de Estados Unidos, en las cavidades redondeadas de las formaciones sedimentarias. Después de atacar la roca alrededor de la cavidad por erosión o disolución, los silicatos y/o carbonatos se depositan sobre la superficie interior. Con el tiempo, estas evolucionan lentamente bajo la influencia de las aguas de percolación o de las soluciones derivadas del hidrotermalismo, haciendo crecer los cristales en la cámara interior. La roca madre contiene geodas que a veces el clima o la erosión llevan hasta la superficie, si esas geodas están compuestas de materiales resistentes como el cuarzo. Los cristales se originan a partir de gérmenes (partículas) en las paredes interiores; obstaculizados en su desarrollo por el espacio cerrado, se desarrollan la mayor parte del tiempo en una dirección espacial perpendicular a la superficie de su punto de origen siguiendo el principio de la selección geométrica.
En el caso de las rocas magmáticas, la primera capa que se forma es la de los minerales que tienen la temperatura de fusión más alta. Las geodas pegmatitas se forman así con una yuxtaposición de minerales de crecimiento centrípeto, cuya temperatura de fusión va disminuyendo desde la corteza hacia el interior para terminar con las formaciones cristalinas resultantes de la cristalización de componentes líquidos o gaseosos enfriados o infiltrados en la ganga luego moldeada (depósito mineral) o cristalizadas por la concentración progresiva de sales. También sucede que las geodas se constituyen estrictamente  por el enfriamiento de los diferentes materiales, formando así una geoda plena o «nódulo», pero en la que las subsiguiente intrusión de ácidos, de aguas subterráneas, etc. lava literalmente parte del interior a través de las grietas y así excava la geoda. Muchas geodas están formadas en su parte interior por el cuarzo que se encuentra allí por infiltración de las aguas de sílice sobresaturadas y que ha precipitado en cristales de cuarzo.
El cuarzo es un material que se encuentra a menudo en las geodas: por un lado, su dureza lo hace muy poco sensible a los procesos de erosión, y por otro, es un material principal presente bajo forma de fluidos dinámicos en el subsuelo; como sus capacidades de cristalización son muy buenas, se encuentra muy a menudo en las geodas, tanto sobre los planos de los cristales como en el de la corteza principal.

### Crecimiento cristalino

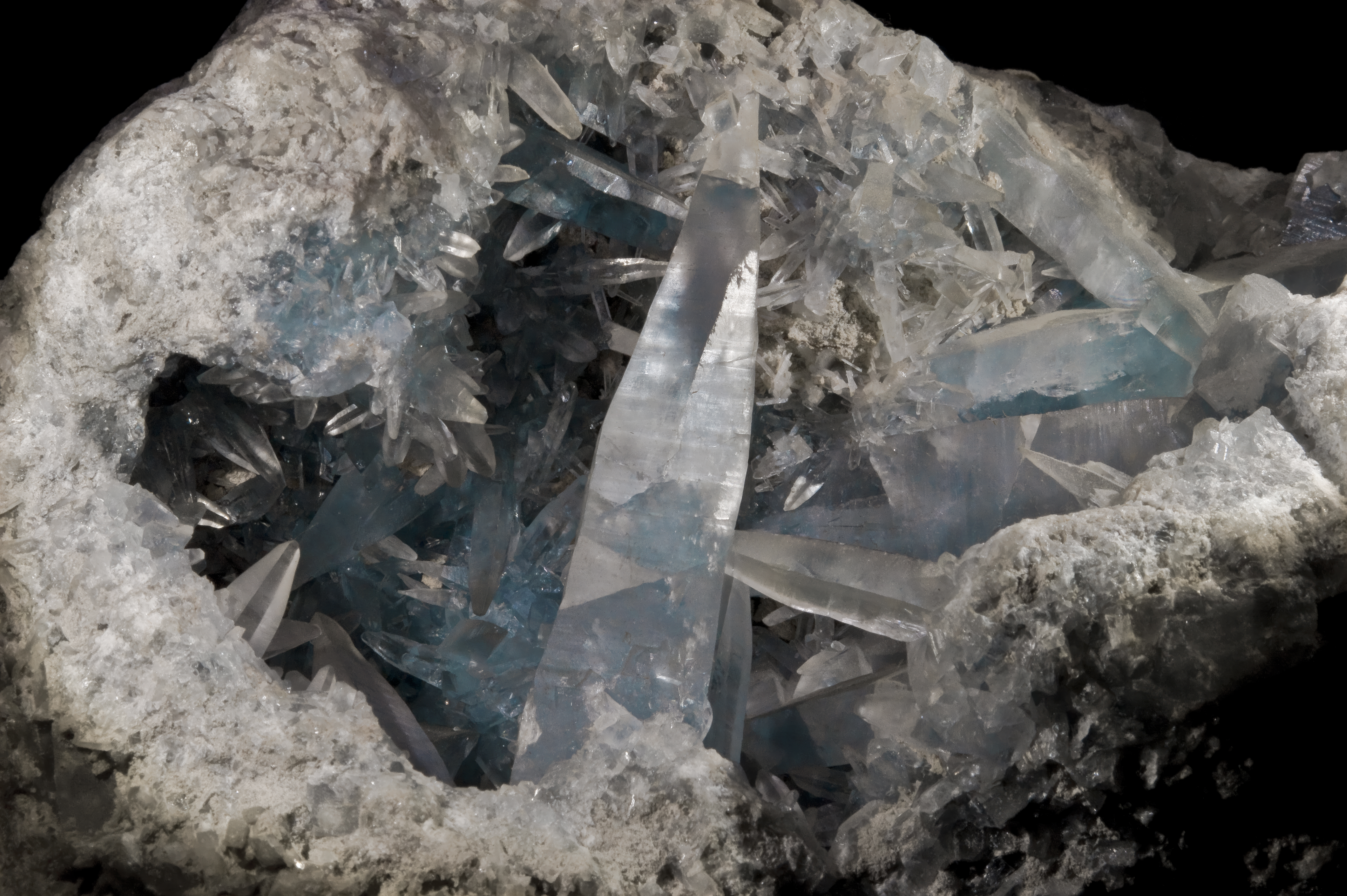
Geoda de celestita, Mahajanga (Madagascar)

Las geodas tienden a desarrollarse más fácilmente en los filones de minerales y generalmente se localizan en el centro de estos, ya que estos corresponden con la última etapa de cristalización. Con respecto a las rocas sedimentarias, las geodas se desarrollan más bien en las fracturas, porque ahí es por donde circulan los fluidos. Esto explica por qué las geodas magmáticas son más circulares y las geodas sedimentarias más alargadas. Como las geodas son formaciones complejas, sucesivas y combinadas, no hay una formación cristalográfica particular que las caracterice. De la misma manera, no hay una coloración típica ni de la corteza de la geoda ni de sus formaciones internas.
El crecimiento de un cristal se realiza por acreción alrededor de un germen de crecimiento, que puede ser una impureza o incluso un cristal microscópico de la misma especie. Este crecimiento normalmente se basa en el agua en condiciones de temperatura y presión bastante precisas según el cristal; si se utiliza otro solvente diferente del agua, se habla de crecimiento de flujo, pero esto usualmente no ocurre más que en el contexto de cristales artificiales. Las geodas pueden incluso ser formaciones extremadamente complejas, fruto de muchas transformaciones: cada geoda en un entorno natural no está totalmente terminada, en cada momento un nuevo fenómeno puede transformarla y mutarla en alguna otra cosa.

### Formación en rocas sedimentarias

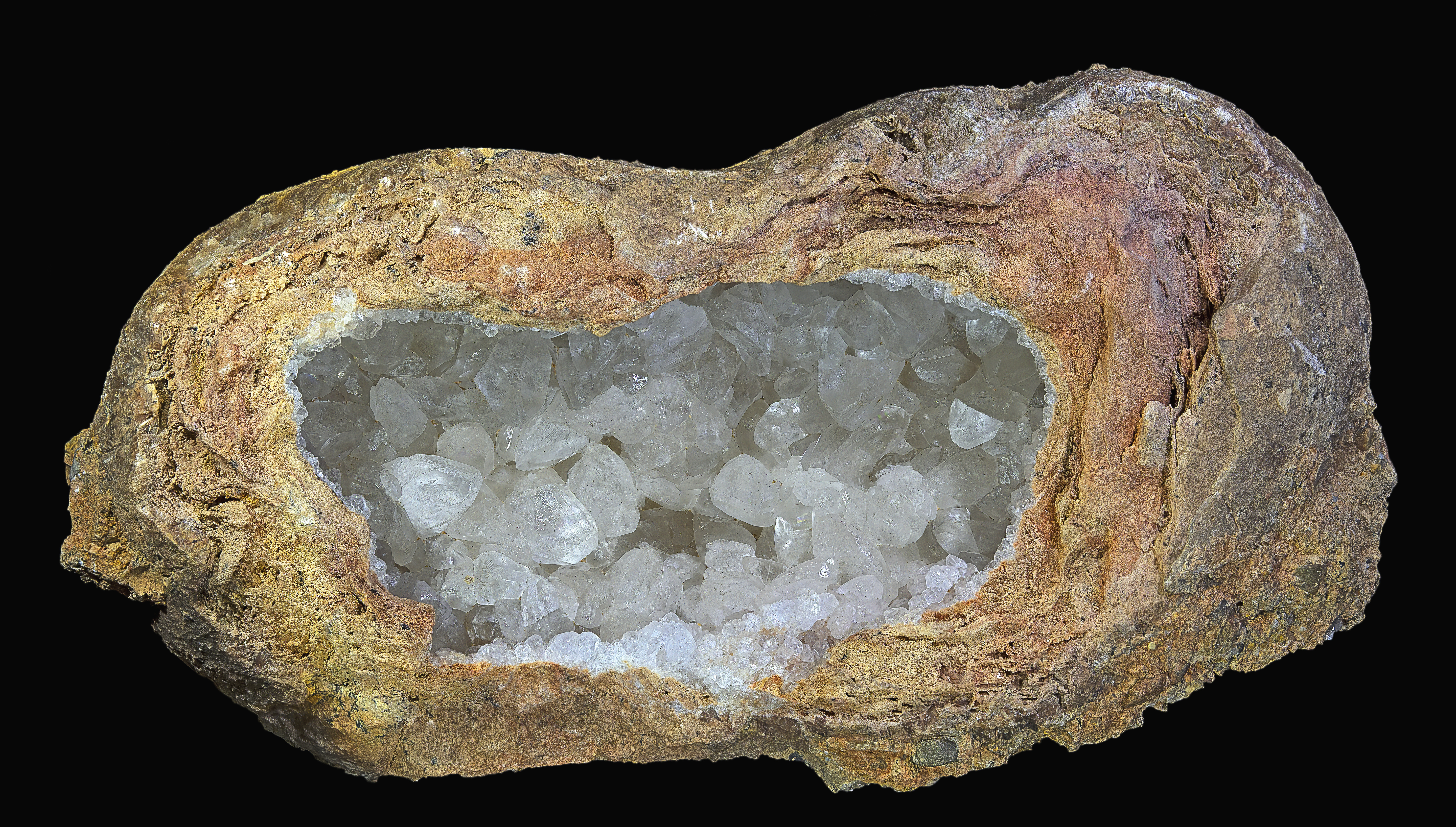
Geoda de calcita, Pau

Las geodas de formaciones sedimentarias se forman como resultado del cizallamiento, lixiviación, colapso subterráneo o disolución, todo lo que puede causar la creación de una cavidad subterránea. Su tamaño puede alcanzar dimensiones considerables y crear una geoda en una caverna completa. Generalmente, las geodas  en terreno sedimentario se forman:
- por cristalización clásica, facilitada por el hecho de que la envoltura suele ser más porosa o con más fisuras que una geoda magmática;
- por concreción, que es una forma de sedimentación pero con la solidificación de los productos, como en las estalactitas y estalagmitas (efecto salpicadura), no obedeciendo las leyes de la cristalización clásica sino a las de la aglomeración sedimentaria sometida a las fuerzas de la gravedad, llamada para las estalactitas «cristalización al aire», que depende igualmente de los parámetros de evaporación y de la presencia o ausencia de bacterias en la película de agua de escorrentía.[6]

Una geoda se puede crear muy bien en una cavidad formada por una circulación de agua subterránea y su cristalización se forma a partir de la misma agua, cargada con sales minerales, que ha servido  para cavar la cavidad. También sucede que, como resultado de las evoluciones geológicas, la lava fundida puede llegar a estas cavidades utilizando las redes de acuíferos excavados por el agua y depositar nuevas formaciones. Estas formaciones magmáticas pueden ellas mismas ser total o parcialmente erosionadas si el episodio magmático cesa y el agua recupera su ciclo original, pero también dejar escombros importantes y bastante heterogéneos en las geodas existentes.

### Formación en las rocas volcánicas

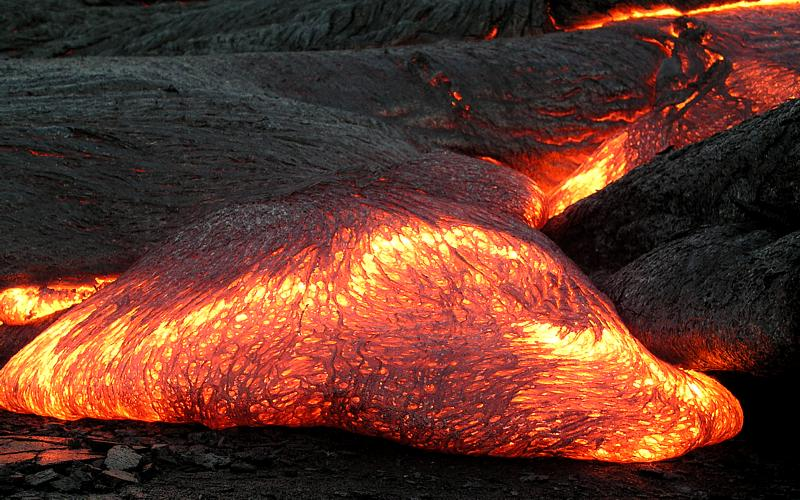
Colada de lava

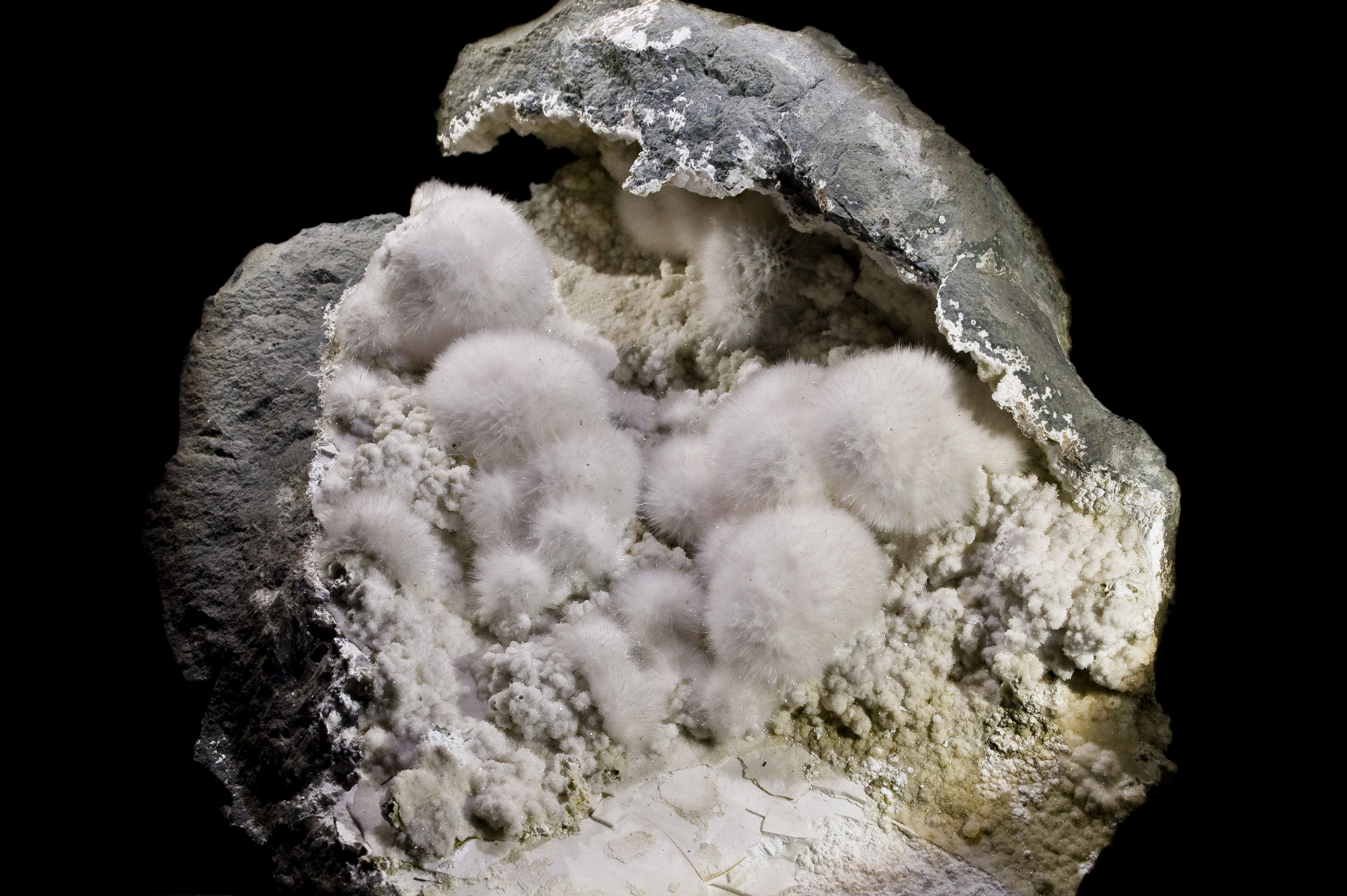
Geoda en basalto formada por okenita

Entre 800 °C y 1200 °C, la lava fundida disuelve los componentes volátiles de la roca y produce burbujas de gas. A medida que estas burbujas de gas se mueven en el corazón de la lava, migran hacia la superficie y pueden acumularse para formar bolsas cada vez más grandes. El enfriamiento de la lava, que es sincrónico con este último proceso, congela las burbujas de gas a partir de un cierto umbral de viscosidad. Mantienen una forma de lentilla. Durante el enfriamiento estas burbujas de gas se transportan en la dirección del flujo de la lava. Los factores tiempo y dirección de la colada durante su enfriamiento caracterizan la forma en lentilla que toman las burbujas. Estas lentillas parecen gotas, los puntos finos se vuelven hacia arriba de la colada. La observación de las geodas en una colada de lava solidificada permite evaluar con cierta precisión la dirección del flujo, la temperatura de origen y su velocidad de enfriamiento, así como la naturaleza de los posibles obstáculos destruidos por el horno de lava que se puede encontrar atrapado en las geodas.[cita requerida]
Entonces se produce un segundo enfriamiento, gaseoso esta vez, a partir de 400 °C, según sea la composición del gas atrapado en la cavidad así formada. Este gas pasa entonces a la fase acuosa y pueden comenzar los fenómenos hidrotermales. La primera cristalización (y, a veces, la única) puede mostrarse de hecho interna en la geoda, sin aportación exterior. Luego, las transformaciones pueden continuar durante millones de años, un aspecto paradójico de las geodas, de una parte los minerales con raras aprotaciones vivas, pero por tanto minerales que pueden existir millones años en constante evolución y siempre manteniendo una forma de su herencia original. En el caso de materiales con una baja temperatura de solidificación, los materiales incluidos pueden permanecer en la fase líquida o incluso en la fase gaseosa, lo que da lugar a las llamadas geodas «enhydros».
Las más pequeñas y numerosas  burbujas de gas presentes en los bordes de la colada de lava pueden denominarse «almendras» o «amígdaloides» (en alemán: 
Mandelstein o Amygdaloid).

### Cristalización en medio acuoso
En el caso de las geodas magmáticas, después de la última solidificación o licuefacción, según sea el caso, se forma una capa mineral, en general de silicato gelatinoso que se puede transformar en calcedonia. Si durante un período de su historia, la geoda se encuentra en un ambiente muy húmedo o en un ambiente acuoso, se crea una presión osmótica entre el interior y el exterior de la geoda, lo que produce una migración de fluido hacia el interior de la cavidad. Esto crea una presión continua mientras persistan las condiciones externas, ya que los fluidos exteriores persisten en querer equilibrar las densidades entre el interior y el exterior. Como los minerales llevados al interior de la geoda  cristalizan, es un movimiento que persiste mientras la geoda no se llene de sólidos o el agua no desaparezca. También es posible que el entorno esté sujeto a ciclos de inmersión, en cuyo caso la cubierta de la geoda puede fisurarse durante las fases de deshidratación y la cristalización se puede realizar mediante infiltración a través de las fisuras de contracción.

### Casos particulares, variedades y sinónimos

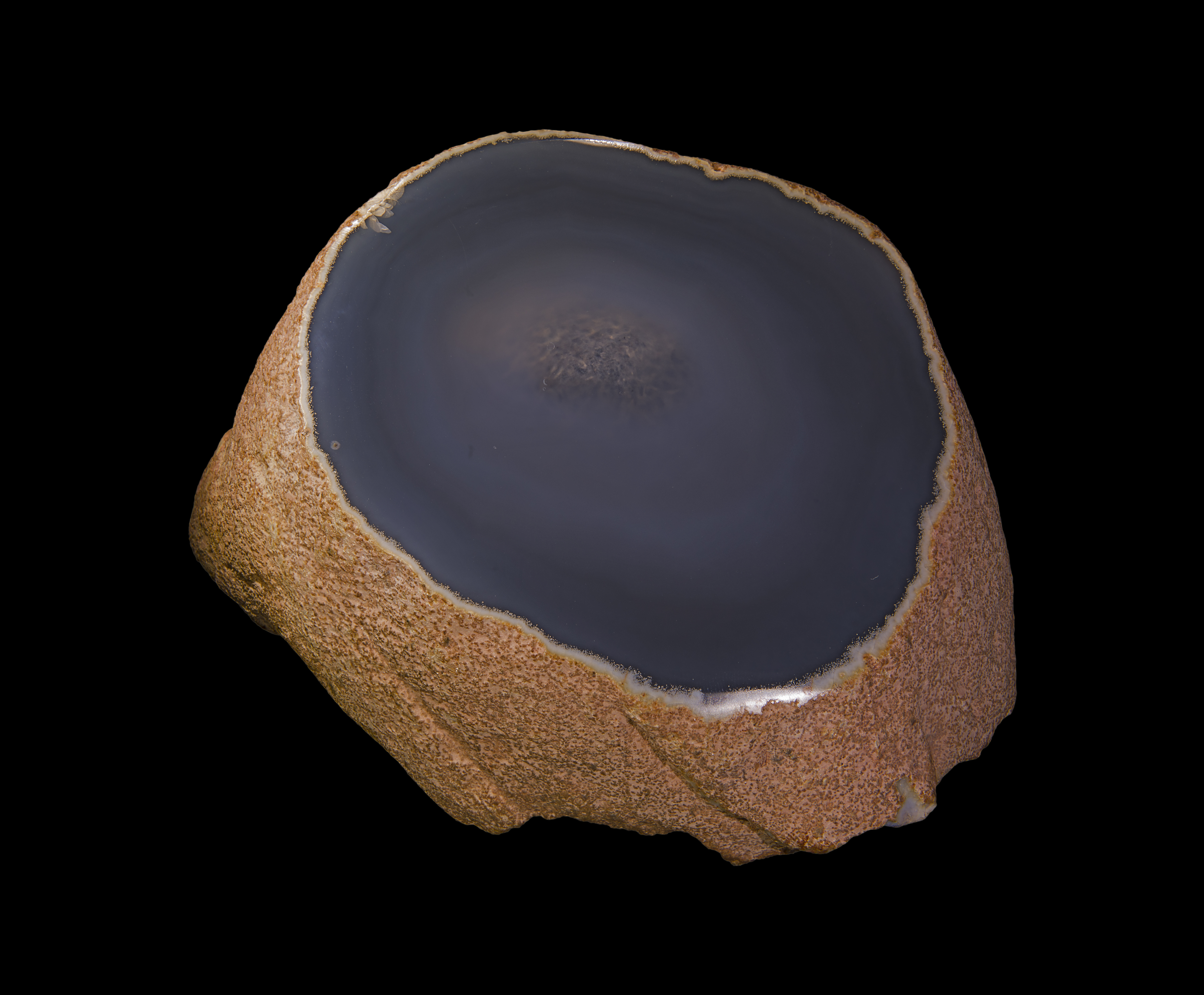
Ágata enhydros

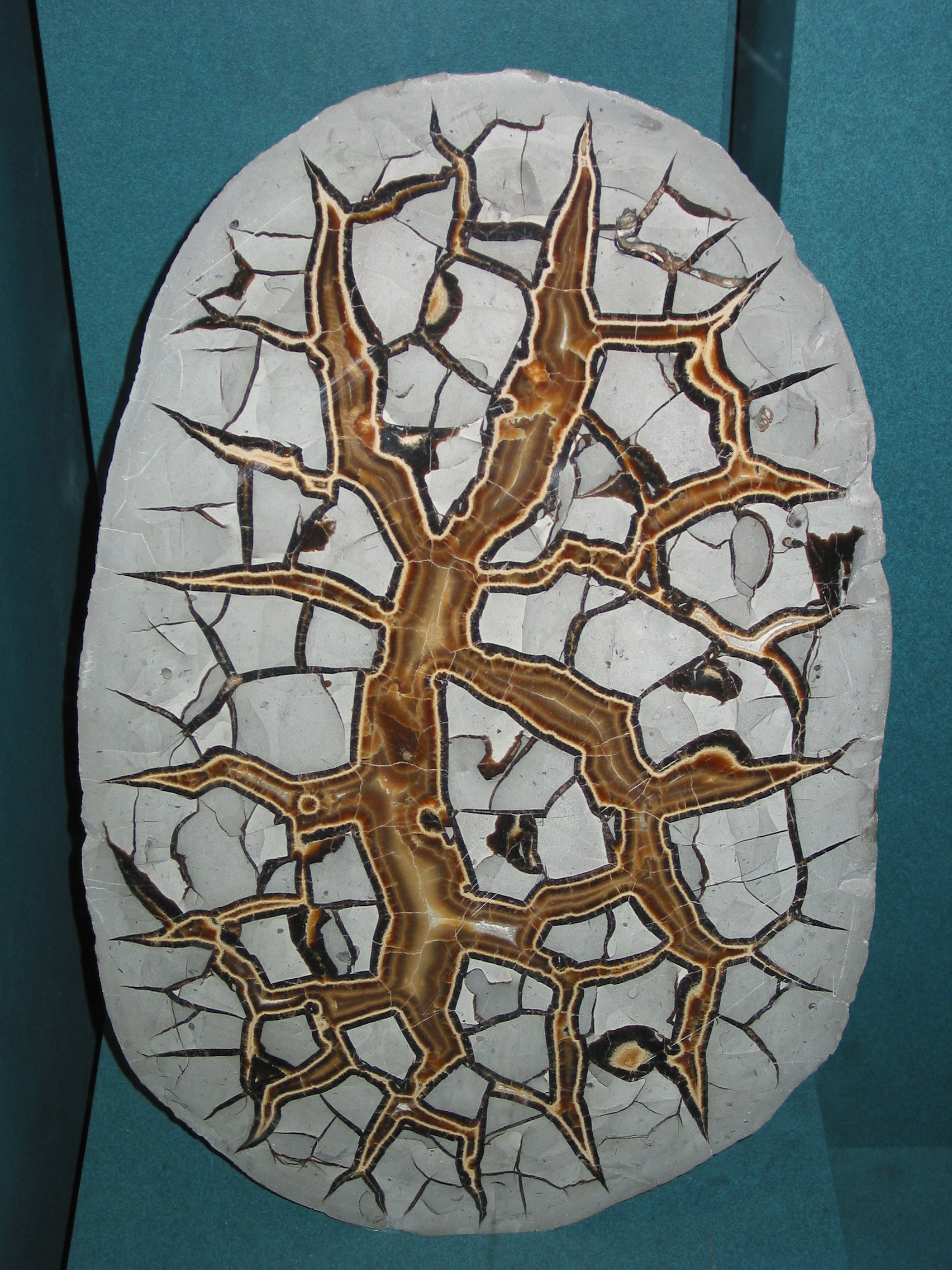
Septaria

- En casos muy raros, algunas geodas pueden retener su líquido inicial, que puede verse por transparencia si hay una fase gaseosa: este es el caso de los ágatas de enhydros.[11]
- Los callimus son un núcleo interno móvil, a menudo arcilloso, dentro de una geoda que luego se llama «piedra de sonido», «étite» o Lapis Roulis.[12]
- Se ha informado de casos de geodas bituminosas que contienen betunes primarios naturales, también llamados «maltha», como en Puy de la Pège, Pont-du-Château, Francia[13]
- En los Alpes, las geodas de los filones (en particular de los filone de cuarzo) se denominan «rendijas alpinas» (fentes alpines). Generalmente se clasifican como drusas.
- Hay geodas de neoformación. Este es el caso de los minerales neógenos de las minas de Laurion en Grecia, aparecidas en geodas de antiguas escorias de mineral de plata o de famosas rendijas alpinas que la lava vuelve a visitar una vez más después de su lixiviación parcial por erosión hidráulica. Estos son fenómenos que tienen lugar después de la última cristalización primitiva y de otros fenómenos formativos.[14]

- Una geoda puede contener ella misma una formación cristalina que ella ha moldeado, se habla entonces de perimorfosis;[15] si ella ha reemplazado al mineral original, se habla de pseudomorfosis.[16]

- Si una geoda no es hueca, se llama «nódulo». Muchas ágatas son en realidad nódulos.[17] Este es también el caso del sílex y de muchos minerales.
- Las septarias  son nódulos de desecación que pueden contener rendijas que mineralizan secundariamente.[18] El nódulo inicial puede haberse formado alrededor de un punto de nucleación, como un  elemento fósil. El nombre comercial inglés thunderegg o thunder egg  («huevo de trueno») se encuentra a menudo;[19] designa los nódulos y, a menudo, las septarias, llamadas así porque su estructura interna parece estar dividida en tabiques (septos).
- Las geodas plenas son geodas que están completamente llenas de un material que se adhiere a la estructura de la geoda pero cuyos contornos y límites se pueden definir a simple vista.[20]

- Una «salière» es una variedad de geodas de espato y cuarzo cristalizado y pedregoso de Soissons (Francia). Se llama así porque su interior parece apelotonado de sal.[12]

Hay varios sinónimos para designar las geodas:
- « piedra de las águilas» : en algunas cadenas montañosas, las águilas podrían construir sus nidos en grandes geodas sacadas a la superficie por la erosión;[21]
- lithotomi cavernosi o lithos cavernoso: antigua designación latina o latinizada de las geodas;[12]
- lapis renalis o «piedra de  los riñones», porque la forma de su vacío evoca la de un riñón ausente.[21]

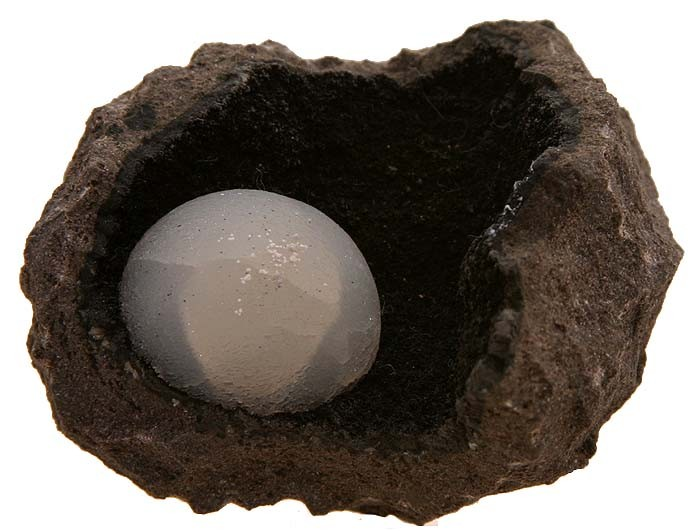
Geoda en el basalto conteniendo una epistilbita
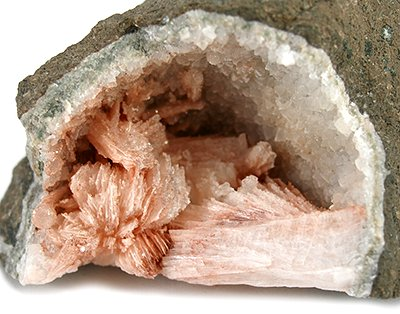
Thomsonita, rendija alpina
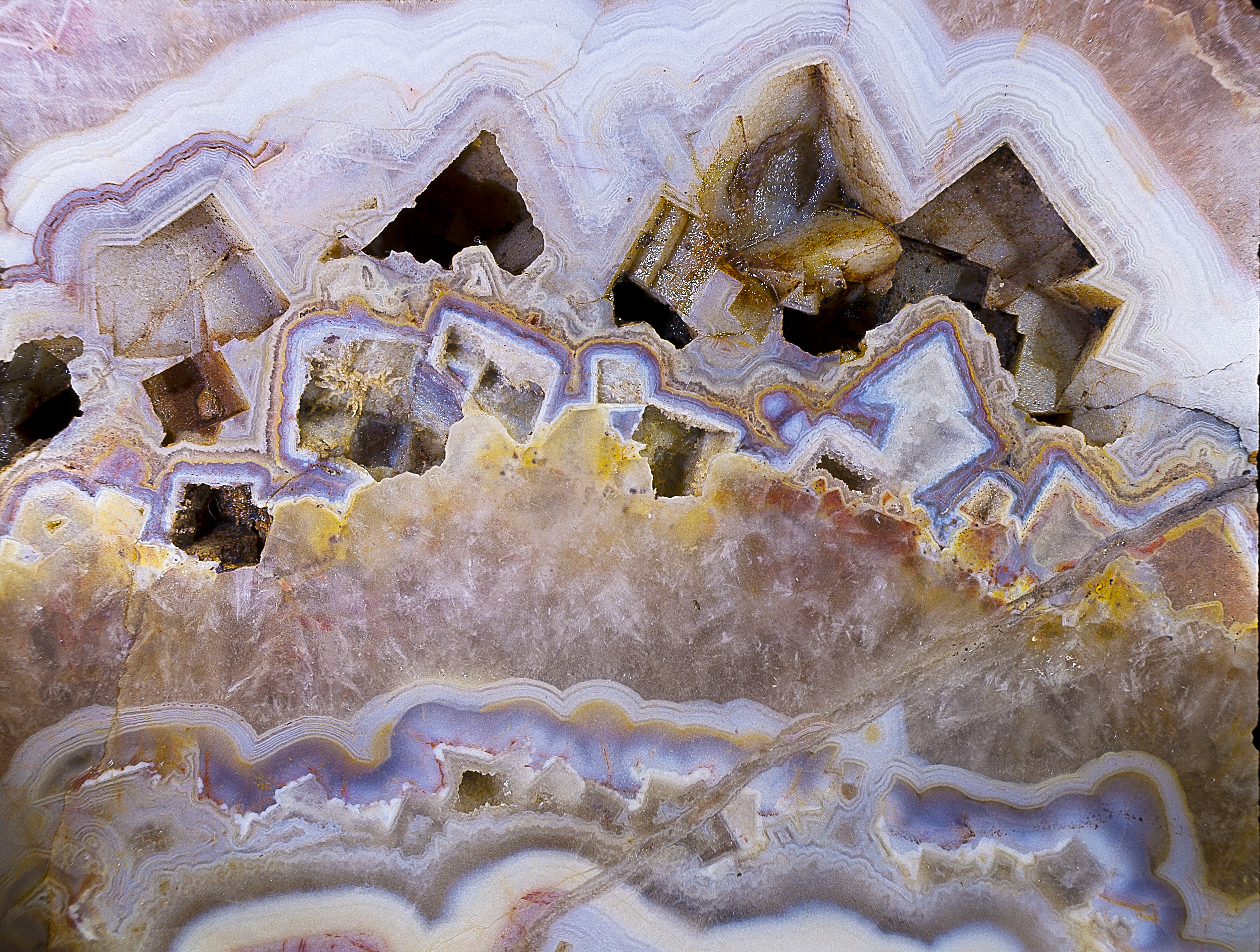
Geodas en perimorfosis en una ágata
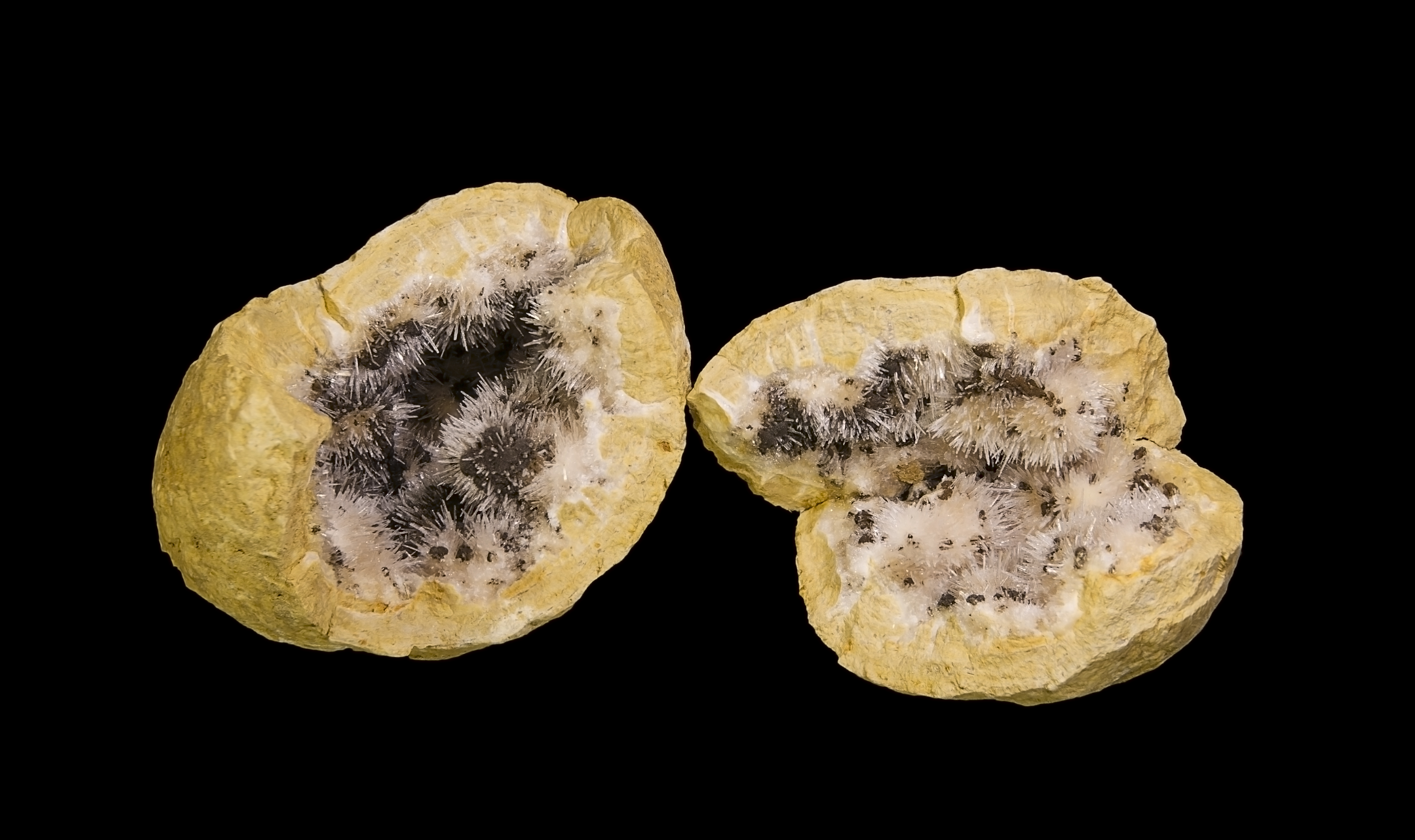
Geoda repleta de aragonito y kutnohorita
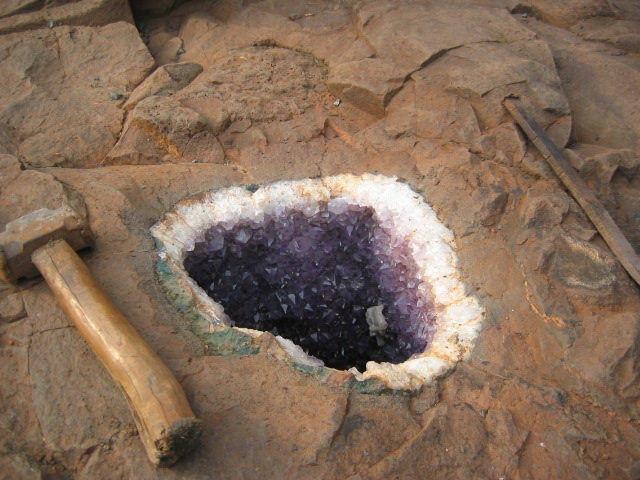
Geoda abierta 'in situ.

## Yacimientos y especímenes destacados
Las geodas están ampliamente distribuidas en todo el planeta. Destacan algunos yacimientos y especímenes como los que siguen.

### Diamantes de Bristol
William Camden describió en su libro Britanniae descriptio los acantilados de la garganta del Avon en Bristol como rebosantes de diamantes.  Su frenética búsqueda entrañó casi su desaparición. De hecho, se trataban de geodas de dolomita que contenían cuarzo, pero de tal pureza que la ignorancia de las personas las confundió con diamantes a pesar de tener una dureza mucho menor (7 contra 10 para el diamante en la escala de Mohs). Ese fenómeno, aunque allí fue muy limitado, se ha observado más de una vez en la historia, por ejemplo, con la confusión entre el oro y el ocre en las minas de Laurion o durante la fiebre del oro con la pirita y la calcopirita, y supone una advertencia para todos aquellos que desean identificar minerales en cuanto a los riesgos de error.

### La caverna de Cristal

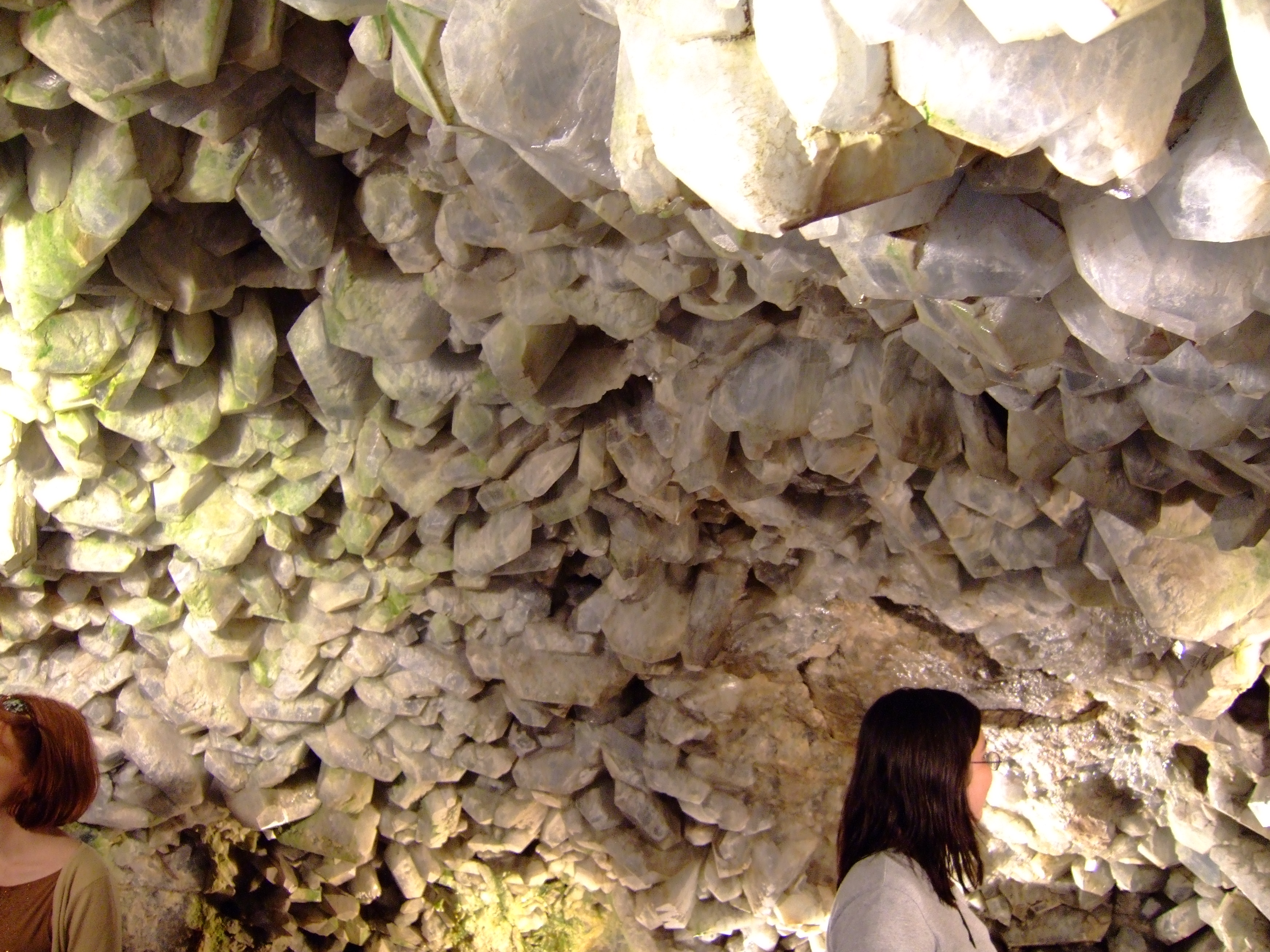
Vista interior de una geoda en la que se encuentran dos personas, Crystal Cave en Ohio

Un ejemplar de geoda gigante fue descubierta en Ohio, en Point-in-Bay, y se trata de una cavidad de diez metros de altura, accesible al público. Además de su tamaño, su particularidad también se debe a estar compuesta por cristales de celestina del orden de un metro de largo. Desafortunadamente, una parte de esta formación excepcional fue destruida por la explotación del estroncio con fines pirotécnicos (fuegos artificiales rojos). Descubierta en 1897 y explotada durante algunos años, se convirtió en una atracción turística bajo el nombre la caverna de Cristal (Crystal Cave).
La geoda se convirtió  en 1967 en uno de los símbolos oficiales del estado de Iowa (official state rock) y ahora tiene su propio parque federal, Geode State Park.

### La cueva de los Gigantes

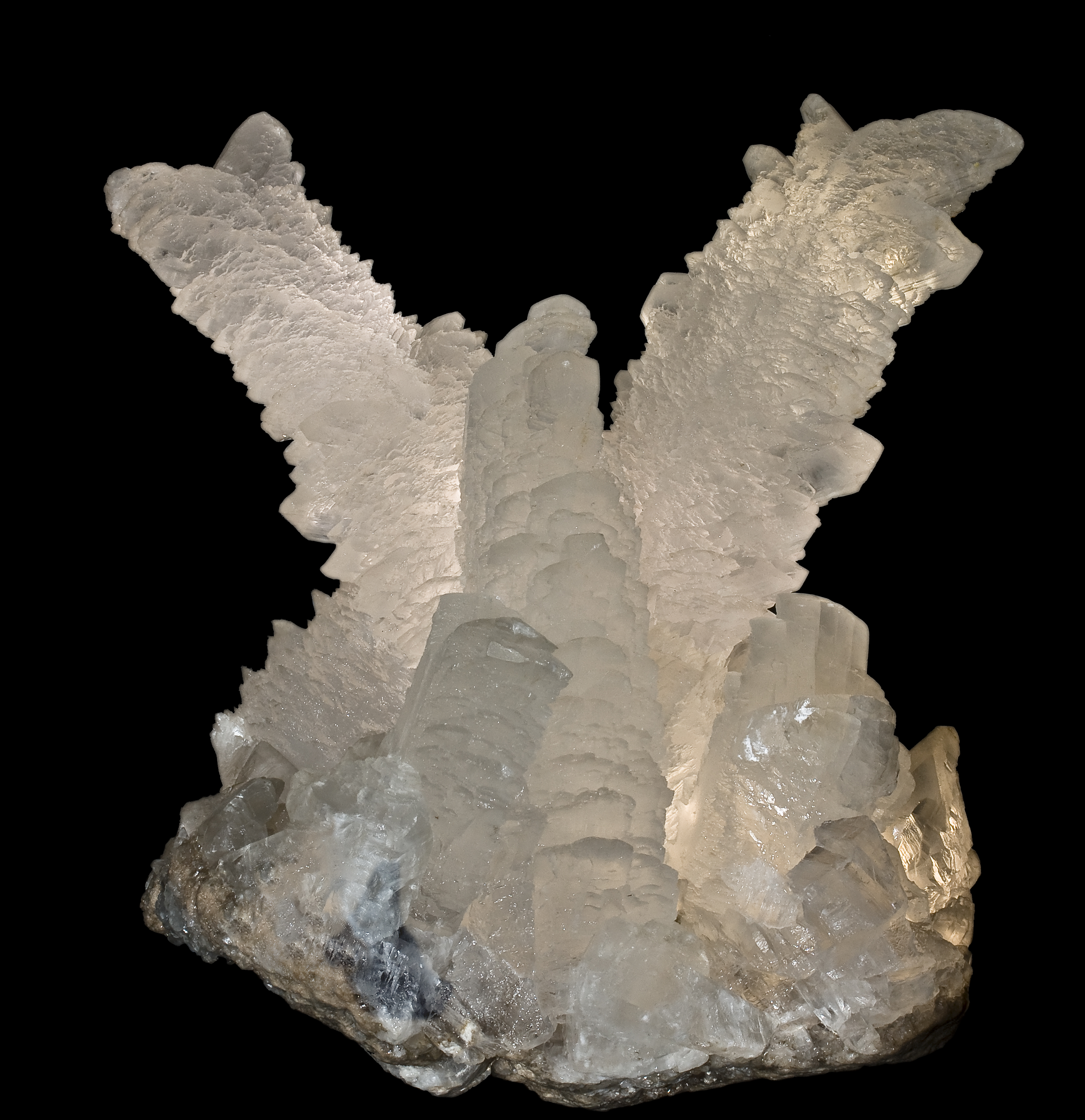
Cristales de yeso de la mina de Naica.

La mina de Naica en Chihuahua (México) es un sitio aún en plena exploración. Se descubrieron cavidades excepcionales en la década de 1920 en esta antigua mina de zinc, de plomo y de plata, cuya explotación comenzó en 1794. La cueva de las Espadas fue el primer sitio excepcional descubierto, a 70 metros de profundidad, pero que fue explotado y destruido en gran parte por su selenita. En 1999, las investigaciones descubrieron la cueva de los Gigantes que contenía cristales del orden de 1,2 m de diámetro y más de 10 m de largo. Todavía se están llevando a cabo trabajos de bombeo para continuar bajando el nivel freático, porque se han detectado nuevas cavidades y este sitio aún se encuentra en explotación de extracción industrial. Este sitio se caracteriza por una formación debida al hidrotermalismo, causado por una chimenea que llevó al magma y que aún conserva una cierta actividad térmica en la actualidad.
Este sitio es de casi imposible acceso porque se encuentra a más de 150 m de profundidad. Además, la temperatura que prevalece entre 44 y 56 °C, combinada con un 100% de humedad, cargada de yeso, evita que los científicos que la estudian permanezcan más de una hora y, a veces, los obliga a trabajar con escafandra. También se han descubierto cavernas secundarias, como la cueva conocida como del Ojo de la Reina y las de las Velas. Cuando finalice la explotación industrial de este sitio, es probable que el bombeo se detenga y que el sitio se vuelva inaccesible, porque nuevamente quedará bajo el agua, lo que revivirá el crecimiento lento de los cristales.

### La geoda gigante de Pulpí
En el año 1999, un equipo de geólogos españoles descubrió una cueva llena de cristales de yeso en una mina de plata abandonada en la provincia de Almería, en Pilar de Jaravía, una pedanía en el municipio de Pulpí, España. Se trata de una de las mayores geodas descubiertas en Europa, de 9 metros de largo por 2 de ancho y entre 1 y 2 metros de alto, compuesta de cristales de yeso, algunos de los cuales miden hasta un metro. La entrada fue bloqueada por 5 toneladas de roca y está bajo protección policial para evitar el saqueo. La formación de la geoda de Pulpí se debió a un proceso mixto kárstico/hidrotermal.
La cueva-geoda puede visitarse actualmente en grupos reducidos. En 2008, el ayuntamiento de esa localidad y varias consejerías de la Junta de Andalucía pusieron en marcha un proyecto para la explotación turística. Muchas otras geodas se pueden ver en el Karst en Yesos de Sorbas, (un complejo de cuevas en la misma provincia de Almería).

## Explotación de los yacimientos
La geoda casi no tiene uso en sí misma, excepto como parte de una colección, en exposición para generar turismo y en ocultismo, pero aquí se abandona el campo científico.
Un uso indirecto es la extracción de bellas piezas mineralógicas específicas de las geodas: las geodas a menudo contienen las partes mineralógicas más bellas y, por lo tanto, se «desmontan» para este propósito mediante extracción mecánica y/o disolución, el uso más antiguo que se conoce es el de piedra tallada, originada principalmente en geodas de nódulos, los sílex.

### Transformaciones voluntarias o fraudulentas

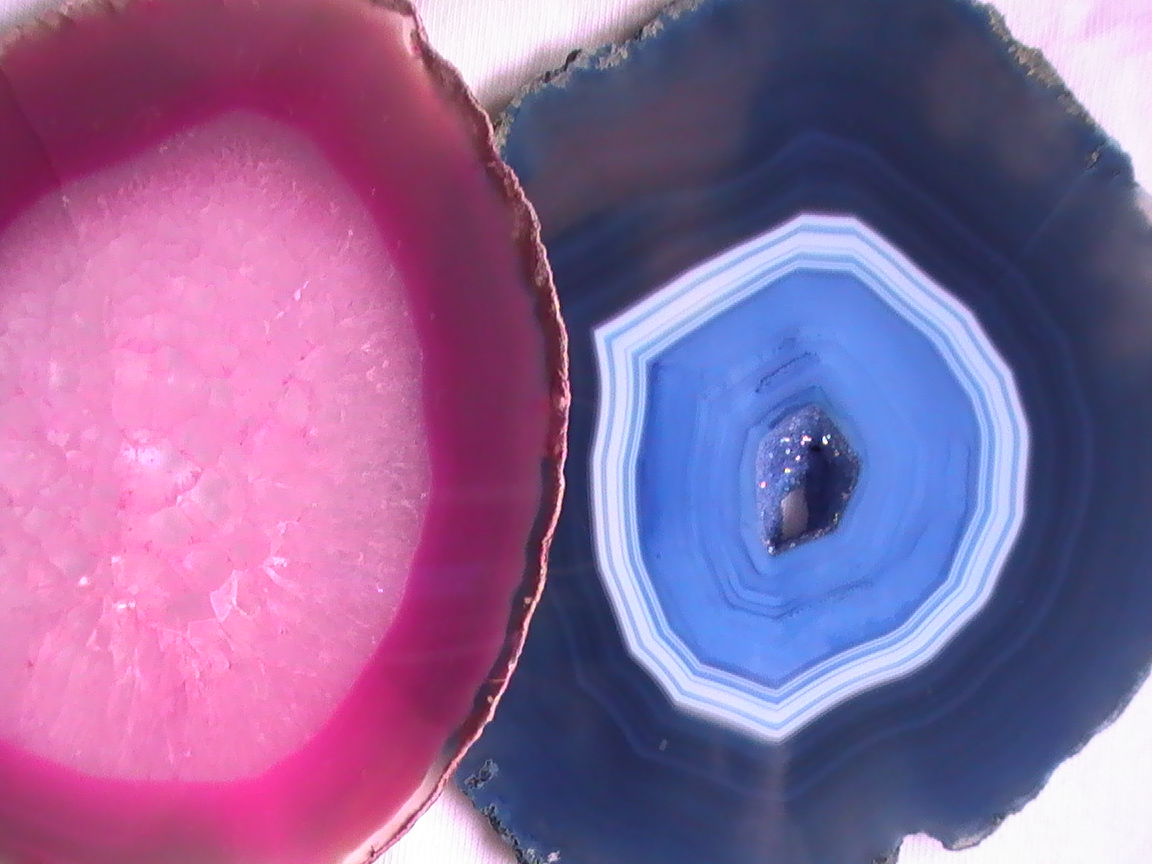
Realce artificial de los colores en las ágatas

Dado que muchos minerales aún se extraen con explosivos destructivos (ya sea de forma voluntaria o al ser simplemente descubiertas en grandes explotaciones industriales, entre otras extracciones), muchas de las geodas ya se abrieron brutalmente durante la explosión o sufrieron choques y daños que hace que sean difíciles de abrir correctamente y no es raro que los cristales se hayan dañado. Por lo tanto, ocurre regularmente que esos cristales están pegados; sin embargo, esta reparación debe ser conocida por el comprador y no se permite insertar involuntariamente otros cristales o volver a recomponer una geoda.
El calentamiento a veces también puede cambiar el color de los cristales y la cristalización artificial en un baño de sal puede ocultar los últimos vestigios de un posible montaje, como en el caso de la geoda bereber. La adición o inyección de colorante es una de las técnicas más comunes, y se usa frecuentemente en rebanadas de ágata para realzar sus colores.
Incluso hay geodas artificiales de galena hechas de cerámica, en las que se han plantado cerillas, para obtener una cristalización en ese punto. Luego la geoda se pinta de negro en el exterior y de blanco en el borde. Estas geodas falsas son muy comunes en Marruecos.
Se entiende que cuando estas transformaciones son voluntarias, con fines artísticos y con  el conocimiento del comprador, no hay intención fraudulenta.

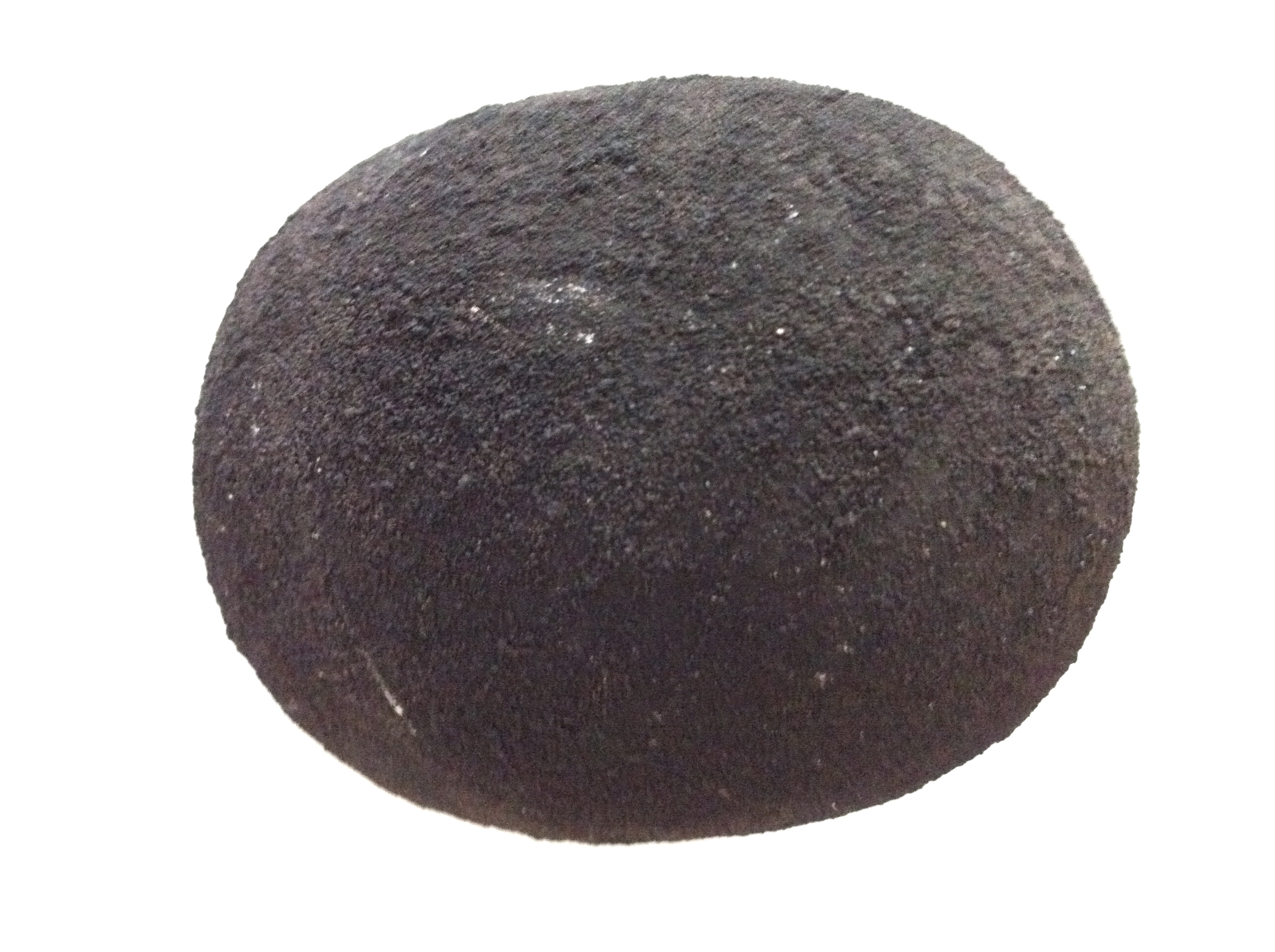
Falsa geoda de galena completa (1/4)
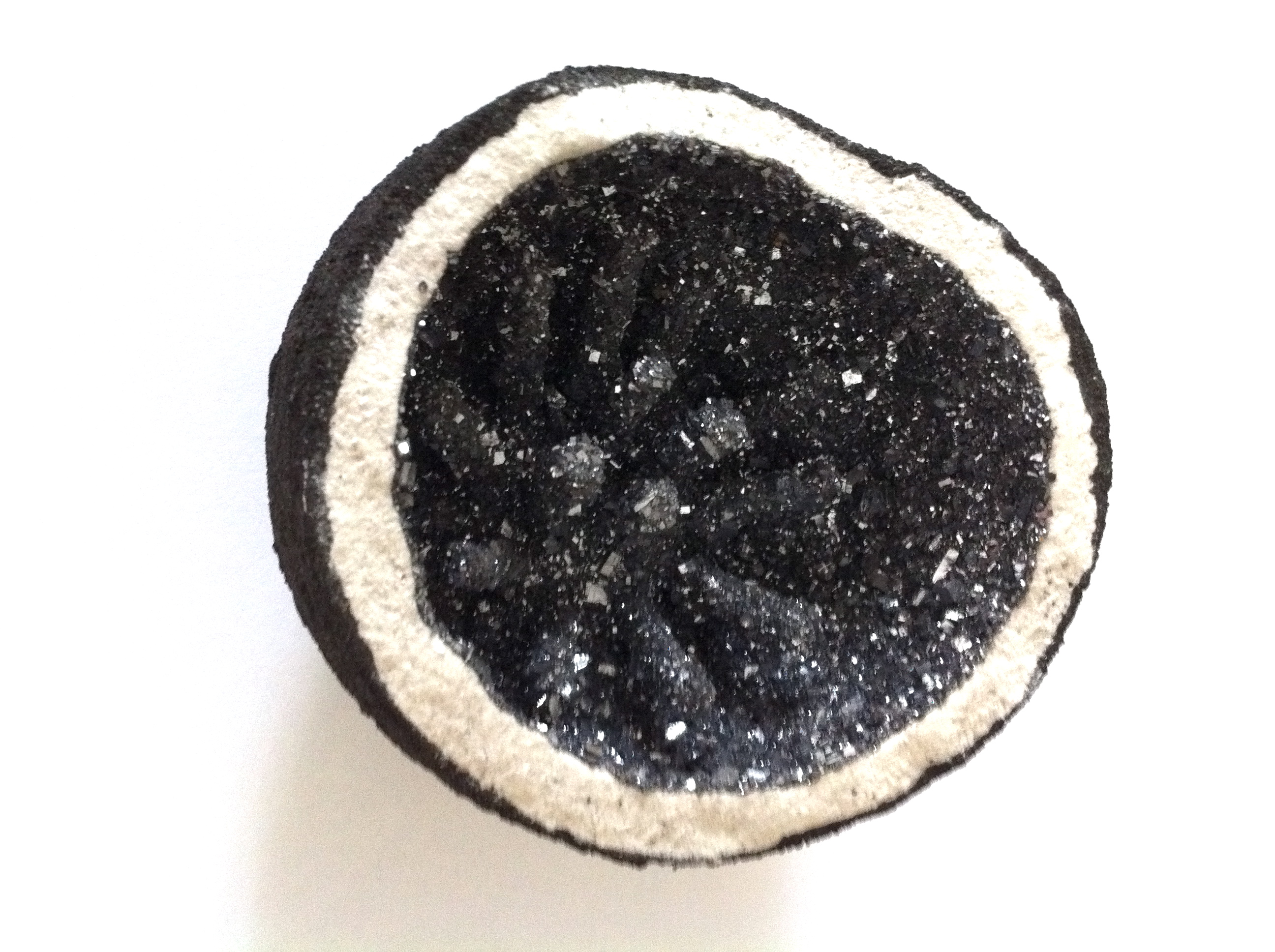
Falsa geoda de galena abierta (2/4)
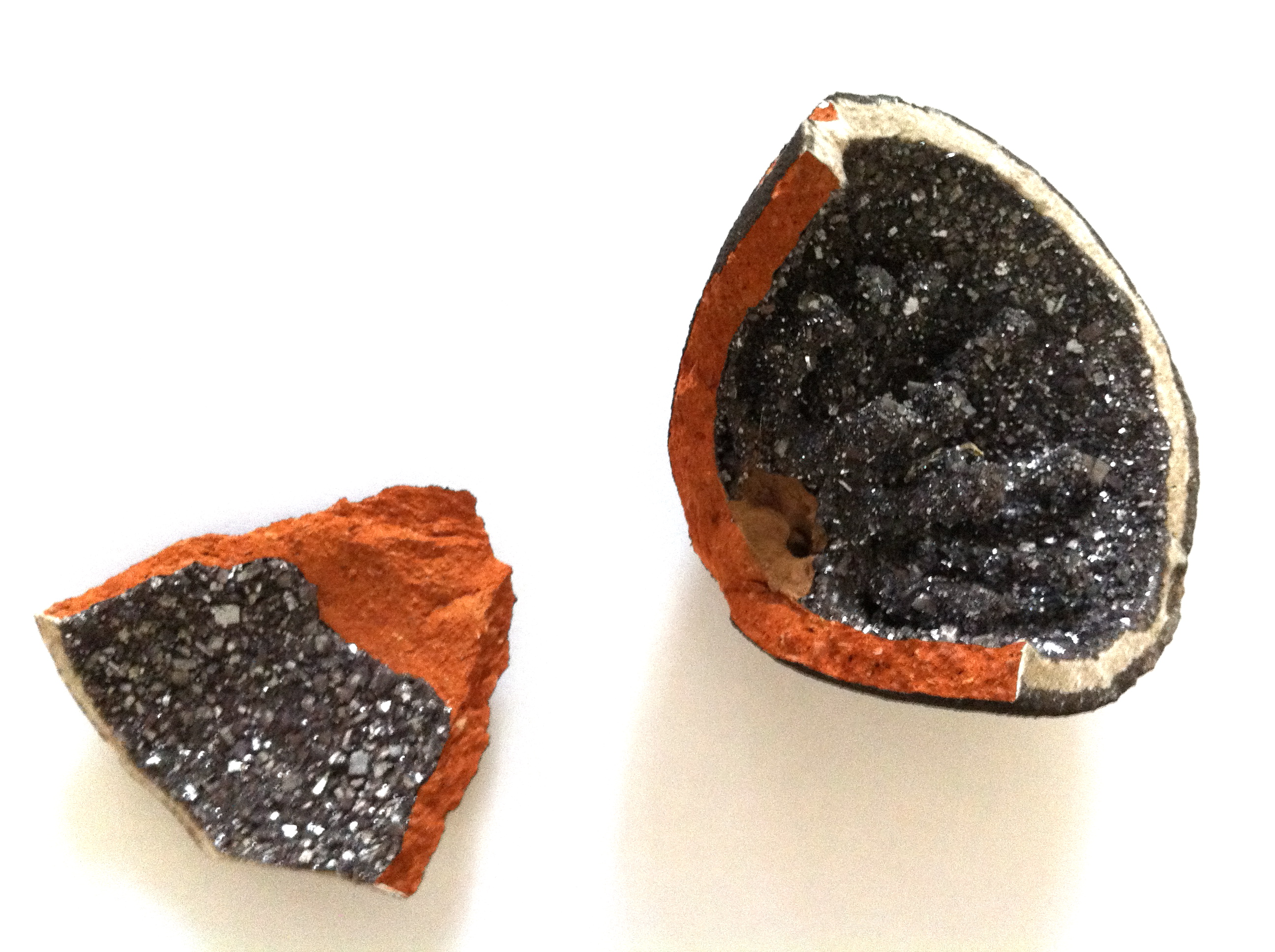
Falsa geoda de galena rota a fin de ver la cerámica (3/4)
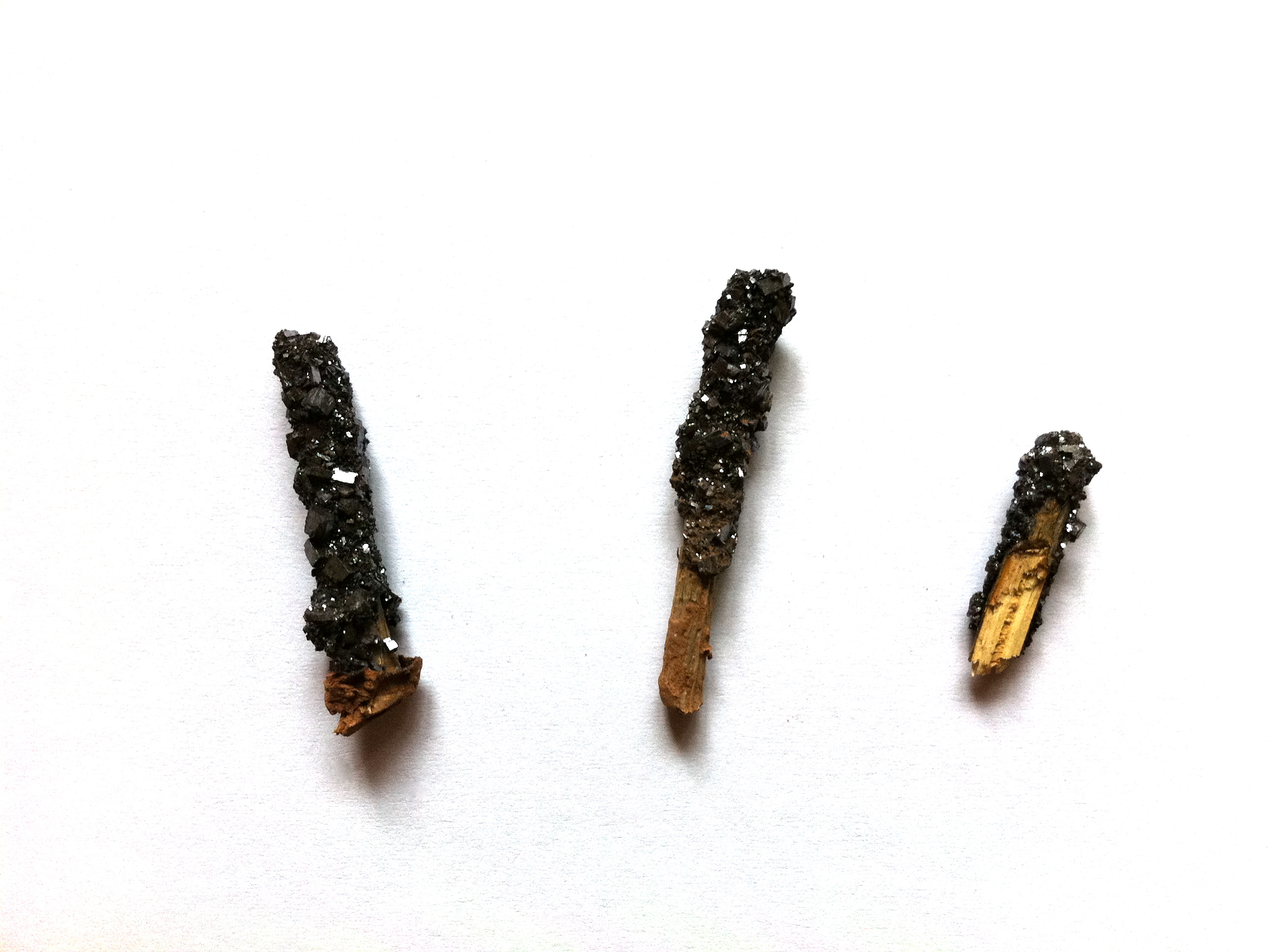
Trozos de cerilla para obtener una cristalización en punta en una falsa geoda de galena (4/4)

### Extracción, apertura y presentación
El primer problema en el uso de minerales como colección es el método de extracción utilizado para proporcionar tales minerales, por lo que el estado de la geoda según haya sido el método de extracción será decisivo para su futuro. Si se extraen manualmente las geodas, el primer paso a menudo es separar la geoda de su ganga sin dañarla; a menudo también se descubre la geoda abriéndola por accidente y luego se extrae solo el resto de la corteza que aún no se ha roto. La geoda se presenta esencialmente en cuatro formas:
- cortada en dos (esmerilador de diamante, cortador de azulejos enfriado por agua, dimmer, sierra de diamante, cortadores de tubos, etc.);[36]
- en rebanadas como las ágatas (amoladoras o instalaciones de sierra industrial);
- abierto por cincelado voluntario o accidental (cincel, punta, martillo, etc.);
- en trozos.

El segundo problema es que, a excepción de un yacimiento conocido, el contenido exacto a menudo se desconoce y, en cualquier caso, la disposición de las formaciones internas. Pero es el conocimiento del interior y el exterior lo que determina la técnica ideal de apertura.

## Arte y geoda
Ya sean naturales, en composición, recomposición, fotografía o representación, las geodas han sido fuente de inspiración de los artistas. Los edificios geodésicos, su traducción arquitectónica, albergan generalmente salas de exposiciones, mundos en miniatura, como las biosferas o salas de proyección, como la Cité des sciences et de l'industrie en el parque  de la Villette. Lo que fascina en esta formación mineral es que es una forma de puesta en escena natural y estimula la imaginación. Semánticamente, además, la geoda toma su nombre de una palabra griega que designa a la Tierra y se conecta a términos como geodésica, mientras que la geoda es un mundo interior, y por lo tanto, es lo opuesto a nuestro modo de existencia terrenal. Es un mundo cerrado, una caverna brillante, excepto que la luz, en su estado natural, no llega a la geoda, y uno no percibiría ni colores ni parpadeos. Los artistas encontrarían de este modo la inspiración y el vector de los sueños para el público que percibe esa contradicción o aún sueña con el mito de una Tierra hueca (la Tierra se vería como una geoda cuya superficie exterior habitaríamos), como en el libro Voyage au centre de la Terre  de Jules Verne.

### Historia y leyendas
Las geodas han llamado la atención desde antiguo; las primeras huellas de un trabajo de talla sobre una geoda datan del Neolítico (en Sandouville y en Montivilliers, Seine-Maritime, Francia).
Como la geoda es una de las principales fuentes de hermosos cristales y siguiendo la leyenda de la ninfa o niña y de Baco, rápidamente se fusionó este concepto de amatista símbolo de pureza y purificación (incluso contra la embriaguez) en la geoda y aún hoy en día, las personas que practican la cristaloterapia o la litoterapia lo utilizan como un recipiente de purificación.
Los cristales y las geodas, la fuente principal de esos cristales, fueron algunos de los primeros materiales transparentes y translúcidos utilizados por el hombre, lo que explica el origen y el ritmo de muchos patrones de motivos de vidrio. Inspiraron la arquitectura de las cúpulas gigantes llamadas "geodas" en su honor y cuya estructura de soporte también está inspirada en estructuras cristalinas (como La Géode de la Cité des sciences et de l'industrie en París o la Biosphère de Montreal).

### Literatura
- George Sand, Laura, voyage dans le cristal:[47] los viajes de juventud de monsieur Hartz en el seno de los mundos secretos e imaginarios de las geodas.

- Thorgal, tome 13, Entre terre et lumière:[48] el suplicio central de la trama es una gigantesca geoda abierta en un acantilado orientado hacia el sur.